# الثقافة العبيدية
الثقافة العبيدية Ubeidiya
العبيدية ثقافة اتخذت اسمها من تل العبيد الذي يقع في منتصف الضفة الغربية لوادي الأردن تقريباً، عند التقاء وادي العمود بنهر اليرموك على بعد ثلاثة كيلومترات جنوب بحيرة طبريا في فلسطين، في مكان ينخفض نحو 205م عن مستوى سطح البحر. ويعد تل العبيد من أهم مواقع العصر الحجري القديم الأدنى في بلاد الشام. وكان الموقع قد اكتشف صدفه عام 1959م في أثناء فتح الجرافات بركا لتربية السمك، حيث كشف عن حوالي 62 طبقة أثرية جيولوجية ضمت أدوات حجرية، نقب عن اثنتي عشر طبقة منها فقط، مما دعا إلى إجراء تنقيبات أثرية في ثلاثة مواقع مجاورة منذ عام 1960م، بإشراف بيكارد، وستيكلس، وبيضا، وبار – يوسف، وتشرنوف، كشفت عن نوعين من الأدوات الحجرية: يشتمل الأول على أدوات أبيفيلية صنعت من حصى البحيرات والأودية وشواطئ البحار، أما الثاني : فجاءت أدواته أقل عددا، وتألفت من فؤوس يدوية مشذبة الوجهين. وتشير المخلفات المادية إلى أن الإنسان المنتصب القامة استوطن المنطقة مدة طويلة، بحيث تراكمت مخلفاته على أكثر من عشر طبقات، بقيت سليمة رغم تعرض المنطقة لحركات التصدع والالتواء في تلك الحقبة الزمنية. وقد نتج عن هذه الحركة البنيوية صعوبات في تفسير الطبقات الأثرية وتأريخها. وتكونت الأدوات الحجرية المكتشفة هناك من فؤوس يدوية ذات وجهين، ومن معاول، وقواطع، وشظايا، وأنويه، وتعد هذه الأدوات أكثر تطورا من أدوات موقع ست مارخو في سوريا، مما يدل على أن موقع تل العبيد أحدث زمنا منه، أو ربما معاصر له. وقد اعتمد إنسان العبيدية على الالتقاط والجمع والصيد، إذ عثر في الموقع على عظام الفيل ، والحصان، والوعل، والغزال، والزرافة، وفرس الماء. كما عثر على عظام أسماك، وسلاحف، وزواحف، وطيور، واكتشفت في الموقع كذلك ثمار الزعرور، والبطم، واللوز، وغير ذلك.
إلا أن الاكتشاف الأهم في الموقع العثور على بقايا بشرية، تكونت من أربعة أجزاء من جمجمة وسنين، تعود للإنسان المنتصب القامة، وهي تعد ذلك، إلى جانب البقايا البشرية المكتشفة في موقع الندوية في سوريا، من أقدم البقايا البشرية في بلاد الشام.
و قد استخدمت في تأريخ العبيدية طرق مخبريه، منها الطريقة المغناطيسية القديمة التي دلت على أن عمر الموقع يعود إلى حوالي 7.00.000 سنة ، واقترح آخرون تاريخاً آخر يتراوح ما بين 1.900.000- 1.400.000 سنة من الآن، استناداً إلى دراسة الأدوات الصوانية، والبقايا الحيوانية، والطبقات الجيولوجية.

## المرجع
أبو غنيمة، خالد. 2009؛ معجم مصطلحات ما قبل التاريخ. الأردن:جامعة اليرموك.